# Rino Gasparrini
Rino Gasparrini (San Benedetto del Tronto, 8 april 1992) is een Italiaans wielrenner die in 2015 reed voor Unieuro Wilier.

## Overwinningen
2014
1e etappe Ronde van Táchira

## Ploegen
- 2014 –  MG Kvis-Wilier
- 2015 –  Unieuro Wilier
- 2016 –  Androni Giocattoli-Sidermec

Bandiera · Benfatto · Bernal · Cecchinel · Chicchi · Dall'Antonia · Frapporti · Gavazzi · Nardin · Pacioni · Pellizotti · Ratto · Selvaggi · Taliani · Torres · Țvetcov · Viganò · Bonusi (stagiair) · De Marchi (stagiair) · Gasparrini (stagiair)